# Kerstin Gellerman
Kerstin Ingegerd Gellerman, född Lagerkvist 5 juni 1926 i Skellefteå stadsförsamling, Västerbottens län, död 10 augusti 1987 i Skallsjö församling, Älvsborgs län, var en svensk farmaceut och politiker (folkpartist). Hon gifte sig 1950 med forskaren och redaktören Olle Gellerman. Deras dotter Helena Gellerman blev liberal riksdagsledamot 2018.
Kerstin Gellerman, som var dotter till kraftverksdirektören Emil Lagerkvist, tog farmacie  kandidat-examen 1948. Hon var ledamot av Skallsjö kommunalfullmäktige 1967–1968 och sedan (efter kommunsammanslagningen) i Lerums kommunalfullmäktige/kommunfullmäktige 1969–1987, bland annat som fullmäktiges andre vice ordförande 1983–1985.
Hon var riksdagsledamot för Älvsborgs läns norra valkrets 1985–1987. I riksdagen var hon ledamot i jordbruksutskottet. Hon engagerade sig främst i frågor om miljövård och djurskydd. Efter sin död ersattes hon i riksdagen av Anders Castberger.